# Joshua Brenet
Joshua Benjamin Brenet (ur. 20 marca 1994 w Kerkrade) – holenderski piłkarz, reprezentujący Curaçao, grający na pozycji obrońcy w holenderskim klube FC Twente.

## Kariera klubowa
Treningi piłki nożnej rozpoczął w SV Heerlen, skąd trafił do Rody Kerkrade, a następnie do FC Omniworld i ASC Waterwijk, skąd w 2009 roku przeszedł do AVV Zeeburgia. Dwa lata później został zawodnikiem PSV Eindhoven. W marcu 2012 został włączony do pierwszej drużyny tego klubu, a w listopadzie 2013 przedłużył z nią kontrakt do 2016 roku. W listopadzie 2015 przedłużył umowę z klubem o rok. W grudniu 2016 przedłużył kontrakt do czerwca 2020. W maju 2018 podpisał czteroletni kontrakt z TSG 1899 Hoffenheim obowiązujący od 1 lipca 2018.

## Kariera reprezentacyjna
6 lutego 2013 zadebiutował w reprezentacji Holandii do lat 19 w wygranym 2:1 meczu ze Szkocją, a łącznie wystąpił w 4 spotkaniach tej kadry. 14 sierpnia 2013 zadebiutował w kadrze U-21 w przegranym 0:1 meczu z Czechami, a łącznie rozegrał dla tej kadry 11 spotkań. W dorosłej reprezentacji zadebiutował 9 listopada 2016 w zremisowanym 1:1 meczu towarzyskim z Belgią.

## Osiągnięcia
- Mistrzostwo Holandii (2): 2014/2015, 2015/2016
- Superpuchar Holandii (2): 2015/2016, 2016/2017